# Rząd Josepha Jouthe
Rząd Josepha Jouthe – Rada Ministrów pod kierownictwem premiera Josepha Jouthe, powołana 4 marca 2020 roku. Rząd składa się z 18 ministrów.

## Skład rządu
| Zdjęcie | Funkcja                                               | Imię i Nazwisko            |
| ------- | ----------------------------------------------------- | -------------------------- |
|         | Premier                                               | Joseph Jouthe              |
|         | Minister Spraw Zagranicznych i ds. Wyznań             | Claude Joseph              |
|         | Minister Spraw Wewnętrznych i Społeczności Lokalnych  | Audain Fils Bernadel       |
|         | Minister Obrony Narodowej                             | Jean Walnard Dorneval      |
|         | Minister Gospodarki i Finansów                        | Michel Patrick Boisvert    |
|         | Minister Sprawiedliwości i Bezpieczeństwa Publicznego | Lucmane Delile             |
|         | Minister Robót Publicznych, Transportu i Łączności    | Nader Joaséus              |
|         | Minister Planowania i Współpracy Międzynarodowej      | Joseph Jouthe              |
|         | Minister Zdrowia i ds. Ludności                       | Marie Gretta Roy Clément   |
|         | Minister Rolnictwa, Bogactw Naturalnych i Rozwoju Wsi | Patrix Sévère              |
|         | Minister Ochrony Środowiska                           | Abner September            |
|         | Minister Kultury i Łączności                          | Audain Fils Bernadel       |
|         | Minister Handlu i Przemysłu                           | Jonas Coffy                |
|         | Minister Spraw Społecznych i Pracy                    | Nicole Yolette Altidor     |
|         | Minister ds. Statusu i Praw Kobiet                    | Marie Ghislaine Monpremier |
|         | Minister Edukacji Narodowej i Kształcenia Zawodowego  | Pierre Josué Agenor Cadet  |
|         | Minister ds. Młodzieży, Sportu i Akcji Obywatelskiej  | Max Attys                  |
|         | Minister Turystyki                                    | Marie Ghislaine Monpremier |
|         | Minister ds. Diaspory                                 | Nicole Yolette Altidor     |